# Хенрик II Бабенберг
Хајнрих Окрутни Бабенберг Аустријски (на немачком: Heinrich von Österreich (Babenberger), „der Grausame“, „der Gottlose“; * 1208, † 29. новембар 1227/1228) је (наследни) војвода Аустрије. Он се побуни против свог оца, мороа му се покорити и умире пре њега.

## Живот
Био је други син аустријско-штајерског војводе Леополда VI Бабенберга (1176 – 1230) и његове жене Теодоре Анђел (1180 – 1246), ћерке (или унуке) византијског цара Исака II Анђела. Његов млађи брат Фридрих II био је војвода Аустрије (1211-1246).
Хајнрих је био предодређен за црквену каријеру. Године 1216, његов старији брат Леополд (1207 – 1216) пао је са дрвета и умро у доби од девет година. Хајнрих је постао престолонаследник. Његова најстарија сестра Маргарета (1204 – 1266) удата је 1225. за немачког краља Хајнриха VII, а 1252. за чешког краља Отакара II, разведени 1261/62. године.
Војвода Хајнрих се оженио 20. новембра 1225. године, у Нирнбергу Агнесом (1205 – 1246), грофицом од Тирингије, ћерком Хермана I, ландгрофа од Тирингије, и његове друге жене Софије, ћерком војводе Отона I од Баварске. Агнес је била сестра Лудвига IV Светог.
Хајнрих се удружио са краљем Отакаром II. Његов отац је 1226. године, отишао у Италију, а краљ Отакар II је напао Аустрију и уништио је. Помаже му наследни војвода Хајнрих јер је мираз његове жене узет за пројекат венчања његовог оца. Чешке војнике је протерао из земље маршал Хајнрих фон Куенринг. Војвода Хајнрих је избацио своју мајку из њене резиденције, замка у Хајнбургу. По повратку оца дошло је до помирења, али је неспоразум са Бохемијом остао у породици. Војвода Хајнрих је умро убрзо након тога док је путовао са својим оцем у Швапску 1227/1228. године. Његов надгробни споменик се налази у манастиру Светог Крста у Доњој Аустрији. Добио је 1489. надимак Окрутни.
Његова удовица Агнес удала се 1229. за војводу Албрехта I од Саксоније (1175 – 1261), удовца своје снаје Агнезе од Аустрије (* 1206; † 29. август 1226), ћерке војводе Леополда VI Бабенберга. Са њим има две ћерке.

## Деца
Хајнрих и Агнес имају једну ћерку:
- Гертруда (1228 – 1288), први браку: 1246. године, за Владислава Моравског, сина чешког краља Вацлава I († 3. јануара 1247), други брак: 1248. године, за маркгрофа Хермана VI од Бадена, трећи брак: лето 1252. Роман од Галича (1230 – 1261), 1251/52 војвода Аустрије, разведени 1253. године.